# Bibliographie sur les sciences sociales de l'art
Bibliographie des sciences sociales de l'art : sociologie, ethnologie, anthropologie, etc.
Sociologie des arts :
- Hans Belting, Pour une anthropologie des images, 2004
- William Morris, Unto the last
- Charles Lalo, L'Art et la vie sociale, 1927, Doin, Paris
- Pierre Francastel
  - Art et sociologie, 1948,
  - Peinture et sociétés, 1952, Gallimard
  - Arts et techniques au XXe siècle, Minuit, Paris
  - L'Espace figuratif, Gonthier,
- Georg Lukács, Signification présente du réalisme critique, 1960, Gallimard
- Erwin Panofsky, La Perspective comme forme symbolique
- Jean Duvignaud
  - Sociologie de l'art, 1972, PUF
  - Fêtes et civilisations, 1973, Webber
  - Le Prix des choses sans prix, 2001, Actes Sud, Arles,
  - La Ruse de vivre. État des lieux., 2006,
- Luc Boltanski, Ève Chiapello,
  - Le Management culturel face à la crise artistique, 1998,
  - Le nouvel Ésprit du capitalisme, (chapitre sur l'attitude artiste),
- Anne-Marie Green, De la Musique en sociologie, 2006, l'Harmattan
- Revue Terrains

Sociologie des milieux artistiques :
- Nathalie Heinich :
  - Sociologie de l'art, 2001, La Découverte
  - Le triple jeu de l'art contemporain - sociologie des arts plastiques, Minuit 1998
  - Les rejets de l'art: l'art, le public et les valeurs, 1998
- Antoine Hennion :
  - Les professionnels du disque. Une sociologie des variétés, Paris, Métailié, 1981
  - La passion musicale. Une sociologie de la médiation, Paris, Métailié, 1993, éd. revue et corrigée, coll. Sciences humaines, 2007, trad espagnole Jordi Terré, La Pasión musical, Barcelone/Buenos Aires/México, Paidos, 2002, trad. brésilienne A Paixa musical, Belo Horizonte, UFMG (à paraître)
  - La grandeur de Bach. L’amour de la musique en France au XIXe siècle (avec J.-M. Fauquet), Paris, Fayard, 2000
- Pierre Bourdieu :
  - La Distinction : Critique sociale du jugement, Minuit, 1979
  - Les Règles de l'art. Genèse et structure du champ littéraire, Seuil, 1992
  - Gustave Flaubert, l'invention de la vie d'artiste', ADLRSS
  - L'Amour de l'art. Les musées et leur public, Minuit, 1966, 1969, avec Alain Darbel, Dominique Schnapper*
- Raymonde Moulin, Le marché de l'art. Mondialisation et nouvelles technologies, 2000.